# توربيورن بيرجيرود
توربيورن بيرجيرود (بالنرويجية: Torbjørn Bergerud‏) مواليد 16 يوليو 1994 في درامن، هو لاعب كرة يد نرويجي يلعب كحارس مرمى. مثل منتخب النرويج لكرة اليد.

## روابط خارجية
- توربيورن بيرجيرود على موقع الاتحاد الدولي لكرة اليد (الإنجليزية)
- توربيورن بيرجيرود على موقع الاتحاد الأوروبي لكرة اليد (الإنجليزية)
- توربيورن بيرجيرود على موقع الاتحاد النرويجي لكرة اليد (النرويجية)
- توربيورن بيرجيرود على موقع اللجنة الأولمبية الدولية (الإنجليزية)
- توربيورن بيرجيرود على موقع أوليمبيديا (الإنجليزية)